# Metamynoglenes flagellata
Metamynoglenes flagellata är en spindelart som beskrevs av A. David Blest 1979. Metamynoglenes flagellata ingår i släktet Metamynoglenes och familjen täckvävarspindlar. Inga underarter finns listade i Catalogue of Life.